# Anton van Bombergen
Anton (ook Anthonis, Antonius etc.) (van)  Bombergen (Antwerpen, ca. 1532 – Slag aan de Gete (nabij Tienen), 20 oktober 1568) was een Antwerps edelman en militair, die in 1567 gedurende ruim een maand een calvinistisch bewind in 's-Hertogenbosch vestigde.
Bombergen had gevochten voor de hugenoten in Frankrijk onder leiding van Condé, en keerde in 1563 in de Nederlanden terug. Hij werd nauwlettend ondervraagd, maar uiteindelijk toch zuiver bevonden. Later maakte hij deel uit van de calvinistische troepen die Brederode in 1566-1567 samenbracht.
In februari 1567 werd Bombergen door een aantal militante calvinisten, in het bijzonder Herman de Ruyter, vanuit Antwerpen naar 's-Hertogenbosch gehaald. Zelf beweerde hij in opdracht van Oranje, Hoogstraten en Brederode te handelen; brieven die daarvan blijk moesten geven wist hij echter niet te overleggen.
Slechts drie dagen na zijn aankomst, op 21 februari, greep hij de macht. Een groep gewapende calvinisten drong zich op aan de vergadering van het stadsbestuur, en eiste dat Bombergen het bevel zou krijgen over de stedelijke troepen die zouden worden geformeerd. Dit werd toegezegd, en Bombergen gebruikte vervolgens zijn militaire macht om het bestuur naar zich toe te trekken. Hij bevorderde sterk de calvinistische zaak en verbood zelfs de katholieke eredienst. Jan Scheijfve en Jean de Mérode, twee gezanten van landvoogdes Margaretha, werden onder huisarrest geplaatst, en Bombergens troepen beheersten de stad en haar bestuur.
Op 29 maart eiste Bombergen ook de controle over de stedelijke rechtspraak op, maar nu verzette het stadsbestuur zich. Reden hiervoor was vermoedelijk een plakkaat van de landvoogdes, waarin alle privileges van de stad werden ingetrokken, en alle burgers in gijzeling konden worden gehouden, al zal ook de recente val van Valenciennes een rol hebben gespeeld. Bombergen werd op 1 april gesommeerd de gezanten in vrijheid te stellen en de stad te verlaten. Op 11 april verliet Bombergen de stad, maar pas nadat hij eerst van het stadsbestuur een royale vergoeding van zijn onkosten had gekregen en de verzekering dat zijn mannen bij de stad in dienst zouden komen.
De affaire-Bombergen had de Bosschenaren bij de landvoogdes en haar bestuur geen goed gedaan, en gedeeltelijk als straf, gedeeltelijk om de stad in bedwang te kunnen houden en gedeeltelijk om externe militaire redenen, moest 's-Hertogenbosch nu een garnizoen toestaan, dat uiteindelijk pas 10 jaar later weer zou vertrekken.
Bombergen vestigde zich in Wezel. Het volgende jaar sloot hij zich aan bij de veldtocht van Willem van Oranje tegen Alva, en sneuvelde in de Slag aan de Gete.